# Classe Audaz
La Classe Audaz est une classe de frégate de la marine espagnole.

## Historique
La construction commence en Espagne dès 1940. Ils intègrent l'armada dès 1953.
Ces bâtiments sont inspirés des plans des torpilleurs français de 1010 tonnes de la classe Le Fier qui n'entreront jais en service dans la marine nationale.

## Navires de la classe Audaz
| Nom              | Indicatif | Chantier naval | Entrée en service | Modernisation | Retiré du service | Motif                        | Observations         |
| ---------------- | --------- | -------------- | ----------------- | ------------- | ----------------- | ---------------------------- | -------------------- |
| Audaz            | D-31      | Bazán Ferrol   | 1953              | 1961          | 1974              | Hors d'âge                   |                      |
| Osado            | D-32      | Bazán Ferrol   | 1955              | 1961          | 1972              | Hors d'âge                   |                      |
| Meteoro/Atrevido | D-33      | Bazán Ferrol   | 1955              | 1963          | 1974              | Hors d'âge                   |                      |
| Furor            | D-34      | Bazán Ferrol   | 1960              | 1960          | 1974              | Hors d'âge                   |                      |
| Rayo             | D-35      | Bazán Ferrol   | 1958              | 1963          | 1974              | Hors d'âge                   |                      |
| Ariete           | D-36      | Bazán Ferrol   | 1961              | 1961          | 1966              | Coulé comme récif artificiel | Temporal ría de Noya |
| Temerario        | D-37      | Bazán Ferrol   | 1964              | 1964          | 1975              | Hors d'âge                   |                      |
| Intrépido        | D-38      | Bazán Ferrol   | 1965              | 1965          | 1982              | hors d'âge                   |                      |
| Relámpago        | D-39      | Bazán Ferrol   | 1965              | 1965          | 1975              | hors d'âge                   |                      |